# La notte dell'eden
La notte dell'eden è il primo album di brani musicali del cantautore italiano Massimiliano Cattapani, pubblicato nel 1990 su 33 giri, CD e musicassetta dalla casa discografica milanese Five Teen.
L'album contiene 8 brani, interamente composti dallo stesso artista genovese. Il disco venne prodotto ed arrangiato, come i due successivi, da Alberto Radius.
La sua uscita è stata anticipata l'anno prima dal 45 giri Shanghai/Notti perse, contenente brani non inclusi nel presente lavoro.

## Tracce
1. Generazioni
2. Per le strade di Milano
3. Balleremo noi
4. Anna Maria Lisa
5. Senorita
6. La vedova bianca
7. Alpha & Omega
8. Per Beethoveen